# Фабрикант, Лев Борисович
Лев Борисович Фабрикант (17 августа 1915, село Авдеевка Донецкой области — 28 января 1978, Ульяновск) — советский строитель, лауреат Ленинской премии (1970).

## Биография
Из семьи портного. Окончил школу (1930), Ворошиловградский художественный техникум (1935). Участник Великой Отечественной войны. 
По окончании Харьковского инженерно-строительного института (1949) работал в Сталинградской области на строительстве Серебряковского цементного завода. Работал главным инженером управления «Сталинградцементстрой», затем начальником управления капитального строительства Сталинградского совнархоза, начальником капитального строительства горисполкома. С 1958 — в Ульяновске, где трудился на строительстве цементного завода, затем — начальником управления Ульяновского совнархоза, «Главприволжскстроя», управляющим трестом «Ульяновскпромстрой», заместителем начальника «Главульяновскстроя».
В годы подготовки к 100-летию со дня рождения В. И. Ленина руководил строительно-монтажным трестом № 1, сооружавшим объекты Ленинского мемориала, и который отличался образцовой организацией и высоким качеством выполнения работ, за что Фабрикант был удостоен Ленинской премии. После 1970 он работал начальником областного отдела по делам строительства и архитектуры. Является почётным гражданином Ульяновской области (2015) (посмертно).